# Maria Anna d'Asburgo (elettrice di Baviera)
Maria Anna d'Austria (Graz, 13 gennaio 1610 – Monaco di Baviera, 25 settembre 1665) è stata una Elettrice di Baviera.

## Biografia
Era la figlia dell'imperatore Ferdinando II del Sacro Romano Impero, e di sua moglie, la principessa Marianna di Baviera. Maria Anna, che aveva una particolare predilezione per la caccia, venne educata dai gesuiti e parlava correttamente tedesco e italiano.
Nel 1619 suo padre divenne imperatore del Sacro Romano Impero e re di Boemia e Ungheria, un evento che aumentò considerevolmente il suo status. Tre anni dopo, nel 1622, l'ormai imperatore Ferdinando II si sposò di nuovo, con Eleonora, figlia di Vincenzo Gonzaga, duca di Mantova, con il quale non ebbe figli.

### Il matrimonio
Il 15 luglio 1635 sposò a Vienna il duca Massimiliano I, elettore di Baviera; Massimiliano I era rimasto vedovo quello stesso anno di Elisabetta di Lorena. Durante la negoziazione del contratto di matrimonio, l'imperatore affermò che Maria Anna non avrebbe rinunciato alla sua eredità. Portò in dote 250.000 fiorini ed anche le città di Schloss Wasserburg, Kraiburg e Neumarkt. In caso di vedovanza avrebbe ricevuto Trausnitz a Landshut.
Con questa unione, l'elettore bavarese non solo ottenne l'opportunità di avere un erede maschio (il suo primo matrimonio fu senza figli), ma anche di dimostrare la sua lealtà al Sacro Romano Impero contro la Francia, che era pronta per una imminente guerra. 
La coppia ebbe due figli:
- Ferdinando Maria (1636-1679)
- Massimiliano Filippo Girolamo (1638-20 marzo 1704).

### Elettrice
Il matrimonio fu molto felice e Massimiliano si prese amorevolmente cura di sua moglie. Durante la prima gravidanza, il parto si rivelò estremamente difficile per Maria Anna; divenne così debole che perse la sua capacità di parlare. La sua guarigione fu attribuita all'aiuto delle reliquie di San Francesco di Paola, così Massimiliano I fondò a Neunburg vorm Wald un monastero a lui consacrato. 
Maria Anna era una donna molto intelligente, energica, decisa ed esperta e interessata nelle faccende politiche, al contrario della prima moglie di Massimiliano, e una volta divenuta elettrice di Baviera non portò avanti le politiche degli Asburgo, ma sposò totalmente la causa dei Wittelsbach, collaborando attivamente con il marito e facendo numerosi colloqui con gli uomini di governo.
Dopo la conquista della fortezza di Philipsburg da parte dei francesi nel 1644, Maria Anna esortò il fratello Leopoldo Guglielmo, a nome di suo marito, ad avviare negoziati di pace (l'arciduca Leopoldo Guglielmo era stato comandante dell'esercito imperiale dal 1639). Poco prima della sua morte, nel 1650, Massimiliano I scrisse un documento nel quale nominava sua moglie come reggente nel caso in cui fosse morto prima della maggiore età del figlio.

### Reggente
Alla morte di Massimiliano, nel 1651, assunse la reggenza per il figlio Ferdinando Maria.
Tuttavia, l'ufficio dell'Amministratore in Baviera e Sassonia affermava che, secondo la Bolla d'oro, le donne erano escluse dal governo. Consultò una commissione di esperti e ottenne una sentenza favorevole riguardante i suoi diritti aggiunti nelle volontà di Massimiliano I. Così, dopo la morte di Massimiliano I suo fratello Alberto VI, duca di Baviera, divenne legalmente reggente per Ferdinando Maria e fu confermato in quella posizione in entrambi i tribunali: imperiale ed elettorale. Maria Anna si è assunta la piena responsabilità del Dipartimento di Giustizia e di altri compiti amministrativi nazionali. 
Fino alla sua morte fu un membro del consiglio privato ma non aveva il diritto di voto.
Dopo la morte di suo marito, visse nel cosiddetto padiglione della vedova (Witwenstock) nella parte sud-occidentale della Residenza di Monaco.

## Morte
Morì il 25 settembre 1665. Fu sepolta nella Chiesa di San Michele e il suo cuore è sepolto nella Cappella delle Grazie ad Altötting, in Baviera.

## Ascendenza
|                           |                      |                          | Genitori                      |  |  | Nonni |  |  | Bisnonni               |  |  | Trisnonni              |  |
|                           |                      |                          |                               |  |  |       |  |  | Ferdinando I d'Asburgo |  |  | Filippo I di Castiglia |  |
|                           |                      |                          |                               |  |  |       |  |  | Ferdinando I d'Asburgo |  |  | Filippo I di Castiglia |  |
|                           |                      | Giovanna di Castiglia    |                               |  |  |       |  |  | Ferdinando I d'Asburgo |  |  |                        |  |
| Carlo II d'Austria        |                      |                          |                               |  |  |       |  |  | Ferdinando I d'Asburgo |  |  |                        |  |
|                           |                      | Anna Jagellone           | Ladislao II di Boemia         |  |  |       |  |  |                        |  |  |                        |  |
|                           |                      | Anna Jagellone           | Ladislao II di Boemia         |  |  |       |  |  |                        |  |  |                        |  |
|                           |                      | Anna Jagellone           | Anna di Foix-Candale          |  |  |       |  |  |                        |  |  |                        |  |
| Ferdinando II d'Asburgo   |                      | Anna Jagellone           |                               |  |  |       |  |  |                        |  |  |                        |  |
|                           |                      | Alberto V di Baviera     | Guglielmo IV di Baviera       |  |  |       |  |  |                        |  |  |                        |  |
|                           |                      | Alberto V di Baviera     | Guglielmo IV di Baviera       |  |  |       |  |  |                        |  |  |                        |  |
|                           |                      | Alberto V di Baviera     | Maria Giacomina di Baden      |  |  |       |  |  |                        |  |  |                        |  |
| Maria Anna di Wittelsbach |                      | Alberto V di Baviera     |                               |  |  |       |  |  |                        |  |  |                        |  |
|                           |                      | Anna d'Asburgo           | Ferdinando I d'Asburgo        |  |  |       |  |  |                        |  |  |                        |  |
|                           |                      | Anna d'Asburgo           | Ferdinando I d'Asburgo        |  |  |       |  |  |                        |  |  |                        |  |
|                           |                      | Anna d'Asburgo           | Anna Jagellone                |  |  |       |  |  |                        |  |  |                        |  |
| Maria Anna d'Asburgo      |                      | Anna d'Asburgo           |                               |  |  |       |  |  |                        |  |  |                        |  |
|                           | Alberto V di Baviera | Guglielmo IV di Baviera  |                               |  |  |       |  |  |                        |  |  |                        |  |
|                           | Alberto V di Baviera | Guglielmo IV di Baviera  |                               |  |  |       |  |  |                        |  |  |                        |  |
|                           | Alberto V di Baviera | Maria Giacomina di Baden |                               |  |  |       |  |  |                        |  |  |                        |  |
| Guglielmo V di Baviera    | Alberto V di Baviera |                          |                               |  |  |       |  |  |                        |  |  |                        |  |
|                           |                      | Anna d'Asburgo           | Ferdinando I d'Asburgo        |  |  |       |  |  |                        |  |  |                        |  |
|                           |                      | Anna d'Asburgo           | Ferdinando I d'Asburgo        |  |  |       |  |  |                        |  |  |                        |  |
|                           |                      | Anna d'Asburgo           | Anna Jagellone                |  |  |       |  |  |                        |  |  |                        |  |
| Maria Anna di Baviera     |                      | Anna d'Asburgo           |                               |  |  |       |  |  |                        |  |  |                        |  |
|                           |                      | Francesco I di Lorena    | Antonio di Lorena             |  |  |       |  |  |                        |  |  |                        |  |
|                           |                      | Francesco I di Lorena    | Antonio di Lorena             |  |  |       |  |  |                        |  |  |                        |  |
|                           |                      | Francesco I di Lorena    | Renata di Borbone-Montpensier |  |  |       |  |  |                        |  |  |                        |  |
| Renata di Lorena          |                      | Francesco I di Lorena    |                               |  |  |       |  |  |                        |  |  |                        |  |
|                           |                      | Cristina di Danimarca    | Cristiano II di Danimarca     |  |  |       |  |  |                        |  |  |                        |  |
|                           |                      | Cristina di Danimarca    | Cristiano II di Danimarca     |  |  |       |  |  |                        |  |  |                        |  |
|                           |                      | Cristina di Danimarca    | Isabella d'Asburgo            |  |  |       |  |  |                        |  |  |                        |  |
|                           |                      | Cristina di Danimarca    |                               |  |  |       |  |  |                        |  |  |                        |  |